# 180 a.C.
Il 180 a.C. (CLXXX a.C. in numeri romani) è un anno  del II secolo a.C.

## Eventi
- Il re greco-battriano Demetrio I inizia la conquista dell'India nord-occidentale, dando vita a quello che sarà noto come Regno indo-greco
- I Romani sconfiggono definitivamente i Liguri in una battaglia presso Genova

## Nati
- Viriato, condottiero († 139 a.C.)

## Morti
- Gaio Calpurnio Pisone, politico e generale romano
- Diocle, matematico greco antico (n. 240 a.C.)
- Tolomeo V, sovrano egizio (n. 210 a.C.)
- Lucio Valerio Flacco, politico romano